# VBC-90
Renault VBC-90 (від фр. Véhicule Blindé de Combat) — шестиколісний французький бронеавтомобіль із високошвидкісною 90-мм гарматою, поєднаною зі складним комп'ютером керування вогнем і далекомірною системою. Він був розроблений в основному для внутрішньої безпеки або збройної розвідки. Створений за зразком бронетранспортера Renault Véhicule de l'Avant Blindé (VAB), VBC-90 був розроблений спільно з Saviem і Creusot-Loire. Один VBC-90 був побудований як прототип в Аргентині за ліцензією, де він був відомий як Vehículos de Apoyo y Exploración. VBC-90 були доступні з різними конфігураціями шасі, схожими як на VAB, так і на Berliet VXB-170.

## Історія розробки
VBC-90 був розроблений Renault і Saviem як спеціалізований варіант машини Véhicule de l'Avant Blindé для розвідки та вогневої підтримки. Він мав дуже широке баштове кільце і був виготовлений спеціально для установки гармат великого калібру. Принаймні два прототипи були побудовані до 1979 року і спочатку отримали позначення VCS-90. Перші два мали прототипи човноподібні корпуси та гласисні пластини, що нагадували VXB-170 та VAB відповідно. По суті вони нагадували шестиколісні варіанти цих транспортних засобів, хоча і з більшими баштовими кільцями. Третій прототип мав більш унікальний корпус і похилу гласисну пластину. Саме цей варіант був прийнятий до виробництва як VBC-90.
На відміну від VAB, VBC не був розроблений для сухопутних військ Франції і призначений виключно для експорту військовим замовникам за кордоном. Тим не менш, з 1981 року уряд Франції замовив 28 VBC-90 для однієї ескадрильї мобільної жандармерії на заміну застарілим легким танкам AMX-13. Останній був поставлений в 1984 році. VBC, вироблені Renault для жандармерії, отримали позначення VBC-90G. Ще 6 було доставлено до Оману між 1984 і 1985 роками як частина значно більшої партії VAB для Королівської гвардії Оману.
Згодом Оман оголосив, що поступово відмовиться від своїх VBC-90 на користь B1 Centauro з важчим озброєнням. На початку 2000-х французька жандармерія перевела свої VBC на резервне зберігання.
Спрощений варіант VBC-90, відомий як Vehículos de Apoyo y Exploración (VAPE), був розроблений для Аргентини компанією Renault. Його випробували разом із набагато важчою моделлю ERC 90 Sagaie, запропонованою Panhard, але жодна з них не була прийнята на озброєння аргентинської армії.
У 2014 році Ліван лобіював придбання нерозголошеної кількості VBC-90. Угода мала бути частково профінансована за рахунок військових грантів від Саудівської Аравії, але була заморожена в 2016 році через напруженість між Ліваном і Саудівською Аравією.

## Технічні характеристики
VBC-90 має сталевий броньований корпус для захисту від вогню зі стрілецької зброї. Екіпаж складається з трьох осіб, а водій сидить у передній частині автомобіля з трьома куленепробивними вікнами для водія. У башті GIAT TS 90, озброєній 90-мм гарматою зі спареним 7,62-мм кулеметом, розміщується командир і навідник. 20 снарядів калібру 90 мм містяться у башти, ще 25 снарядів — у корпусі.
VBC-90 оснащений шестициліндровим дизельним двигуном, встановленим у задній частині корпусу, що приводить в рух колісну формулу 6x6. Автомобіль не є амфібією, на відміну від VAB, на базі якого він розорблявся.

## Галерея

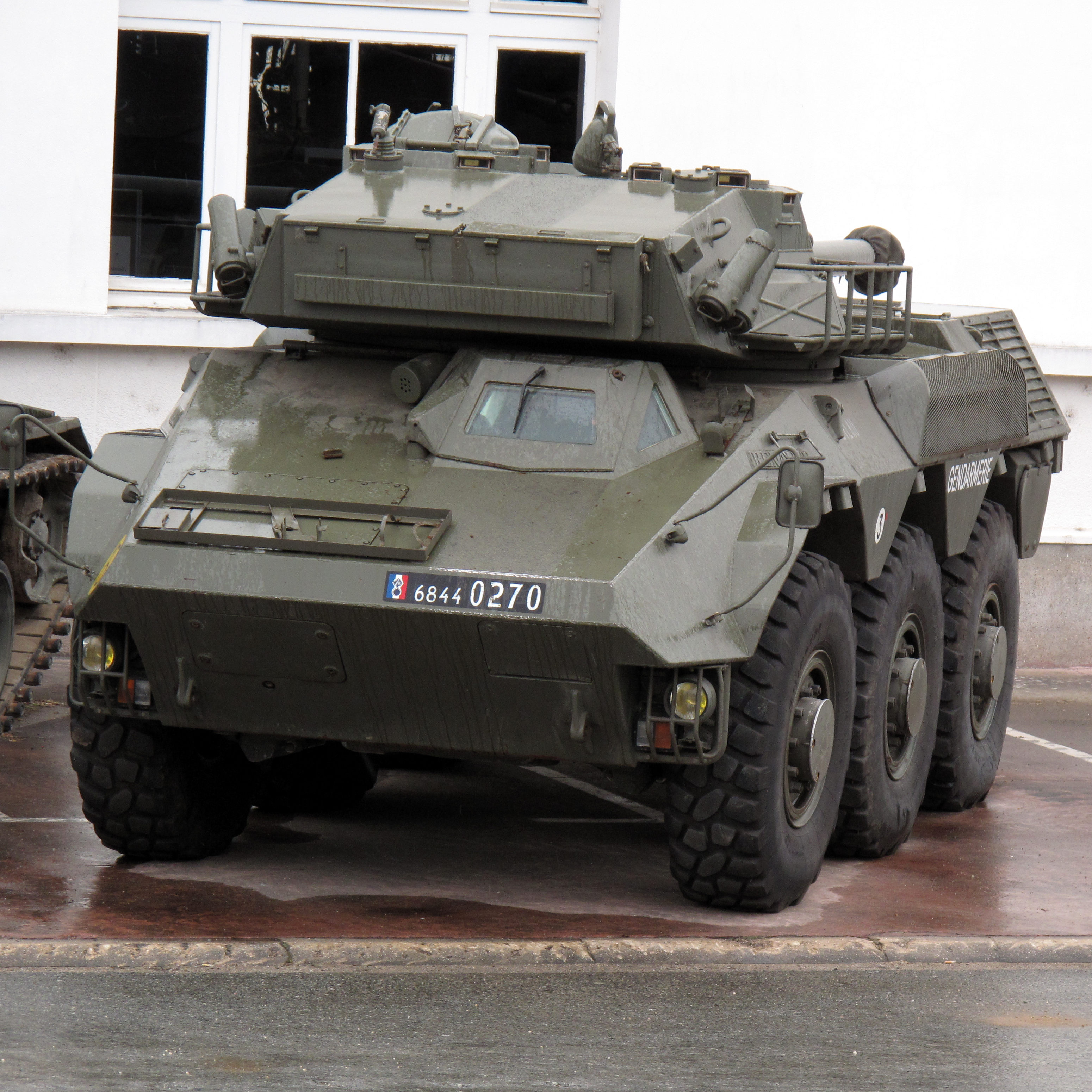
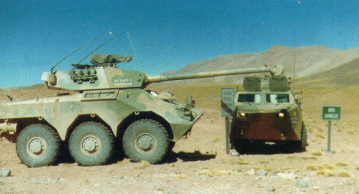
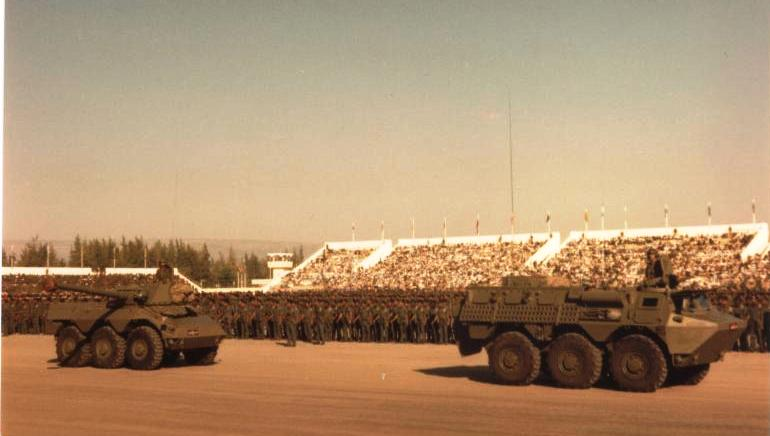

## Оператори

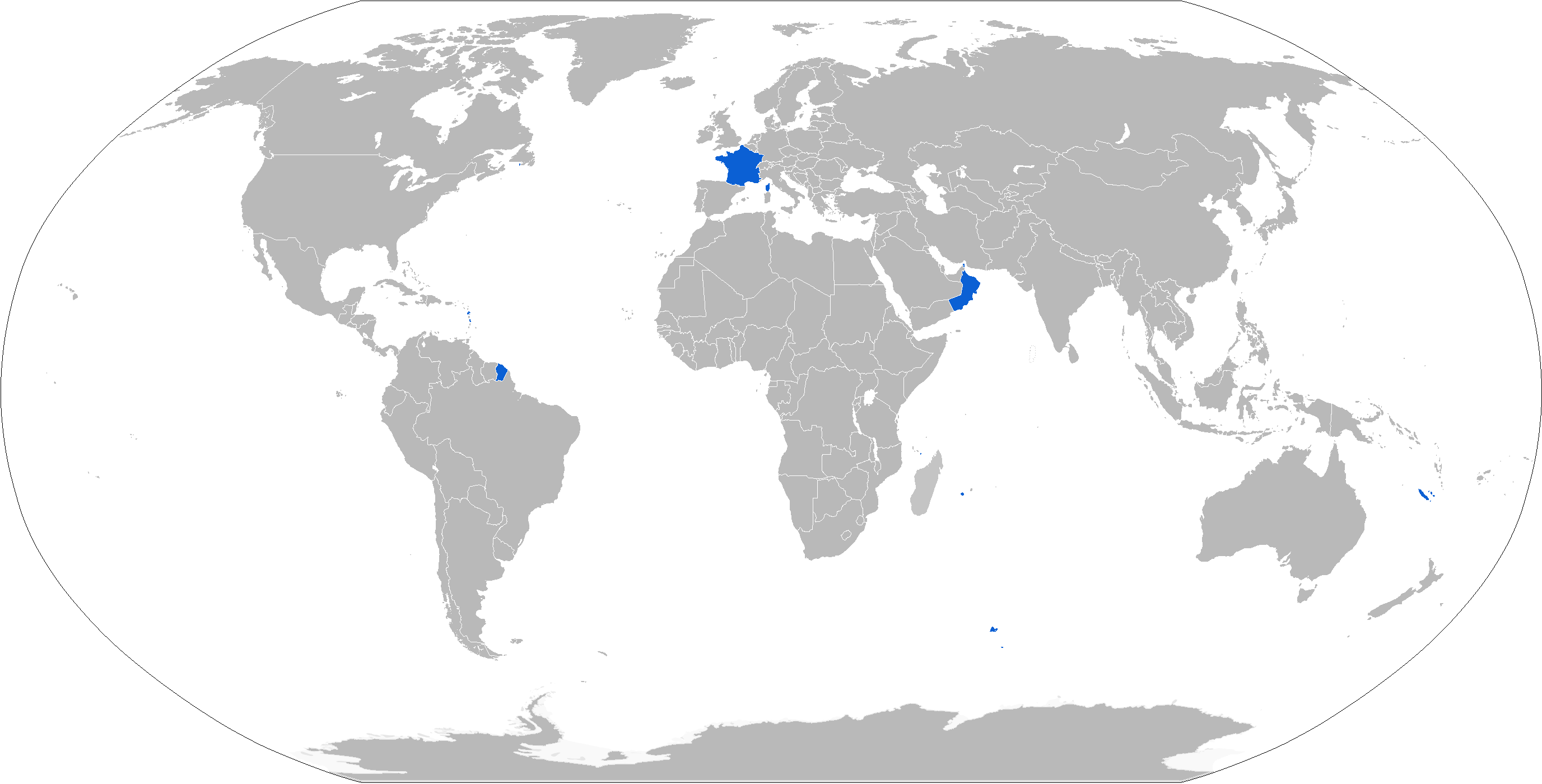
Оператори VBC-90 позначені синім кольором

### Колишні оператори
- Оман[7]
- Франція[9]

### Потенційні оператори
- Ліван[10]